# Arsen Dedić
Arsenije "Arsen" Dedić, hrvaški književnik, pesnik, skladatelj in pevec, * 28. julij 1938, Šibenik, Kraljevina Jugoslavija (sedaj Hrvaška), † 17. avgust 2015, Zagreb.
V Šibeniku je obiskoval gimnazijo in srednjo glasbeno šolo. Po odselitvi v Zagreb je še enkrat zaključil študij glasbe, to pot na zagrebški srednji glasbeni šoli. Za kratek čas je študiral pravo, leta 1959 pa je vpisal študij flavte na glasbeni akademiji in leta 1964 diplomiral. Igral je v mnogih ansamblih in orkestrih, vodil pa je tudi lastni kvintet flavt (Kvintet A. Dedića). Sprva je besedila svojih pesmi objavljal v mnogih hrvaških časnikih, leta 1971 pa je izdal svojo prvo knjigo »Brod u boci« (Ladja v steklenici), ki je bila prodana v nakladi 60.000 izvodov v osmih izdajah. Njegove naslednje knjižne izdaje so: Narodne pjesme, Pjesnikov bratić (samozaložba), Zamišljeno pristanište, Pjesnik opće prakse, Poesia e conto (Neapelj), Čagalj, 101 pjesma (Sarajevo), Kiša – Rain (dvojezična, hrvaško-angleška izdaja), Hladni rat in druge.
Pogosto je pisal tudi pesmi za otroke, za dalmatinske »klape«, za radijske in televizijske reklamne spote ter glasbo za preko 100 gledaliških in lutkovnih predstav. Uglasbil in interpretiral je tudi mnogo besedil hrvaških pesnikov, zložil glasbo za risane in igrane filme (Glembajevi, Živa istina, Donator, Vlak u snijegu, itd.). Več desetletij je koncertiral po Evropi in posnel okrog 40 glasbenih albumov na vinilnih ploščah. Za svoja dela je prejel številne nagrade. Njegovo verjetno najbolj popularno delo je »Nedaj se Ines« (besedilo in glasba), ki ga odlično interpretira tudi igralec Rade Šerbedžija. Dedić je v Sloveniji poznan tudi kot interpret pesmi Pegasto dekle Jureta Robežnika (v slovenskem jeziku). 
Njegova žena je bila Gabi Novak, sin pianist Matija Dedić (1973−2025), vnukinja pa pevka Lu Dedić.
Dedić je v letu 2005 prestal težavno operacijo presaditve jeter.
Umrl je 17. avgusta 2015 v Zagrebu v starosti 77 let.

## Diskografija
- Albumi na vinilnih ploščah:
  - Čovjek kao ja (1969)
  - Arsen 2 (1971)
  - Homo volans (1973)
  - Vraćam se (1975)
  - Porodično stablo (1976)
  - Arsenal (1976)
  - Otisak autora (1976)
  - Pjesme sa šlagom (1976)
  - Dedić-Golob (1977)
  - Kuća pored mora (instrumentals) (1978)
  - Rimska ploča (1980)
  - Pjevam pjesnike (1980)
  - Naručene pjesme (1980)
  - Gabi i Arsen (1980)
  - Carevo novo ruho (1981)
  - Arsen pjeva djeci (1982)
  - Provincija (1984)
  - Kantautor (double album) (1985)
  - Moje popevke (1986)
  - Kino Sloboda (1987)
  - Hrabri ljudi (Gabi i Arsen) (1988)
  - Glazba za film i TV (1989)
  - Svjedoci – priče (1989)
- Albumi na zgoščenkah:
  - Najbolje od Arsena (1991)
  - Tihi obrt (1993)
  - Ko ovo more platit (1995)
  - Ministarstvo (1997)/Ministarstvo straha (2000, 2005)
  - Herbar (1999)
  - Čovjek kao ja (1969/1999)
  - Kino Sloboda (1987/2000)
  - Kinoteka (2002)
  - Homo volans (19732003)
  - Imena žena (2003)
  - Na zlu putu (2004)